# ليدلي كينغ
ليدلي برينتون كينغ (بالإنجليزية: Ledley King)‏، من مواليد 12 أكتوبر 1980 في لندن في إنجلترا، لاعب كرة قدم إنجليزي معتزل ومدرب حاليًا.
بدأ مسيرته الكروية مع نادي توتنهام هوتسبير في عام 1998، وهو الآن مساعد لمدرب توتنهام الحالي جوزيه مورينيو.

## مسيرته الكروية
لعب ليدلي كينغ خلال مسيرته الاحترافية مع نادِ واحدٍ في أربعة عشر موسمًا وسجل خلالها 11 هدفًا ضمن 268 مباراة. ولم يفز بأي موسم بالكأس أو بالدوري.
خاض ليدلي كينغ مسيرته مع نادي توتنهام هوتسبير في موسم 1998–99 ليلعب معه أربعة عشر موسمًا، مشاركًا في 268 مباراة سجل خلالها 11 هدفًا.
وقد بدأ باللعب مع منتخب إنجلترا لكرة القدم في عام 2002. وكانت مبارته الأولى في شهر مارس أمام منتخب إيطاليا وانتهت بهزيمة إنجلترا.

## اعتزاله
في 19 يوليو 2012 أعلن كينغ اعتزاله اللعب بسبب الإصابة المُزمنة التي يُعاني منها في الركبة منذ أكثر من 6 سنوات.